# Simonia youyiensis
Espèce
Synonymes
- Baalzebub youyiensis Zhao & Li, 2012

Simonia youyiensis est une espèce d'araignées aranéomorphes de la famille des Theridiosomatidae.

## Distribution
Cette espèce se rencontre en Chine au Guangxi, au Viêt Nam et au Laos,.

## Description
La femelle holotype mesure 2,10 mm.
Le mâle décrit par Zhang et Lin en 2016 mesure 1,52 mm et la femelle 1,95 mm.
Le mâle décrit par Zhang, Yu et Lin en 2023 mesure 1,62 mm et la femelle 2,40 mm.

## Systématique et taxinomie
Cette espèce a été décrite sous le protonyme Baalzebub youyiensis par Zhao et Li en 2012. Elle est placée dans le genre Simonia par Zhang, Yu et Lin en 2023.

## Étymologie
Son nom d'espèce, composé de youyi et du suffixe latin -ensis, « qui vit dans, qui habite », lui a été donné en référence au lieu de sa découverte, Youyi.

## Publication originale
- Zhao & Li, 2012 : « Eleven new species of theridiosomatid spiders from southern China (Araneae, Theridiosomatidae). » ZooKeys, vol. 255, p. 1-48 (texte intégral).